# Château de Toulongergues
Le château de Toulongergues est un château situé à Villeneuve, dans le département de l'Aveyron, en France.

## Description
- Particularités architecturales : 
  - Logis en potence flanqué d'une grosse tour avec un bel escalier en vis
  - Construction à angles arrondis caractéristique du haut Moyen Âge
  - Fenêtres à meneaux
  - Cheminées du XVe siècle
  - Une boiserie avec stuc (trace de remaniement au XVIIIe siècle)

## Historique
L'édifice est inscrit au titre des monuments historiques en 1997.
Toulongergues faisait partie des domaines des seigneurs de Morlhon, propriétaires de toute la contrée. Ils étaient probablement les descendants des "Maires du Palais", institués en dynastie héréditaire.
En 1051 le seigneur en titre, Odil de Morlhon et son épouse Cécile viennent prier dans l’église de Toulongergues (église du Xe siècle classée MH) avant de partir en pèlerinage à Jérusalem. (AN Revue du Rouergue 1965 no 74).
En 1281 le prieuré de Toulongergues dépendait de l'évêque de Rodez ; à la suite d'un litige entre l'évêque Raymond de Calmont et l’abbé de Moissac, dont dépendait le prieuré voisin de Villeneuve, Toulongergues fut rattaché à ce dernier et, par conséquent, devint une possession de la grande abbaye moissagaise.
À la fin du Moyen Âge, le premier prieur de Villeneuve qui fixa à Toulongergues sa résidence, puis le lieu de sa sépulture, fut dans la deuxième moitié du XVe siècle, noble Pons de Cardaillac. Il était prieur mage de l'église cathédrale de Saint-Pons-de-Thomières et prieur de Villeneuve. C'est lui qui fit construire le manoir sur les bases d'une maison prieurale du XIIIe siècle.
Le château XVe siècle relié autrefois par un passage en hauteur à la paisible église qui lui fait face, dresse ses hautes murailles percées de rares ouvertures ; sévère bâtisse à l'aspect de forteresse, dont tous les angles ont été parfaitement arrondis. Le caractère militaire donné ici à cet édifice d'un religieux ne saurait surprendre, car il allait constituer pendant plus d'un siècle le fief dévolu aux cadets d'un même et puissant lignage chevaleresque.
Pons de Cardaillac était "de race noble et militaire" ; les armes laïques qu'il fit sculpter à l'entrée du château au-dessus de la porte percée dans la grosse tour où s'enroule l'escalier en vis, en attestent. Les Cardaillac, seigneurs de Varayre, formaient le rameau rouergat d'une maison des plus anciennes et des plus considérables de Guyenne.
En ruine à la fin du XXe siècle, le château de Toulongergues et son pigeonnier (ISMH) sont aujourd'hui restaurés. Ils forment avec l'église, propriété de la commune un ensemble harmonieux, architecture rare et exceptionnelle.

## Galerie d'images

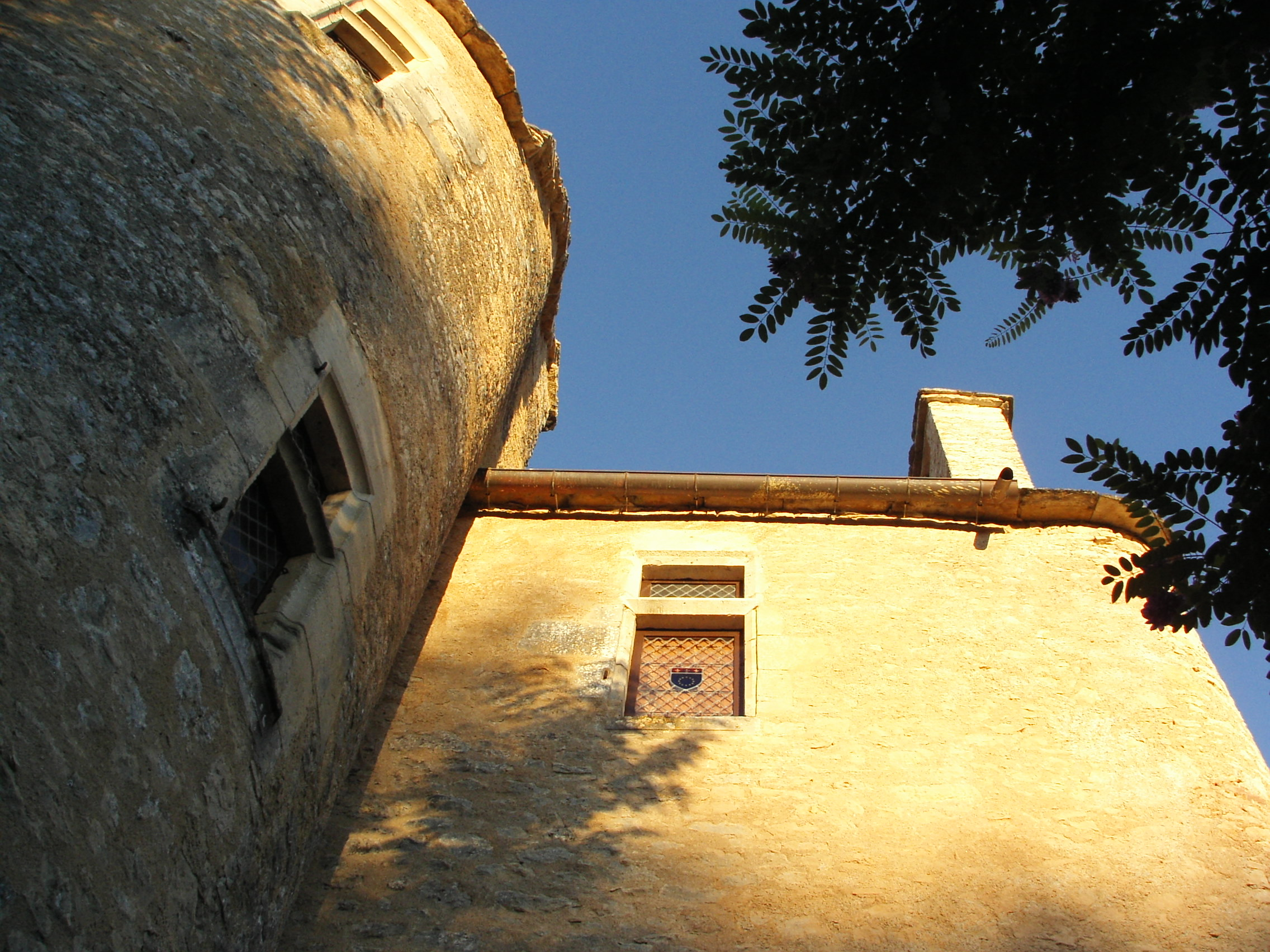
Tour Est
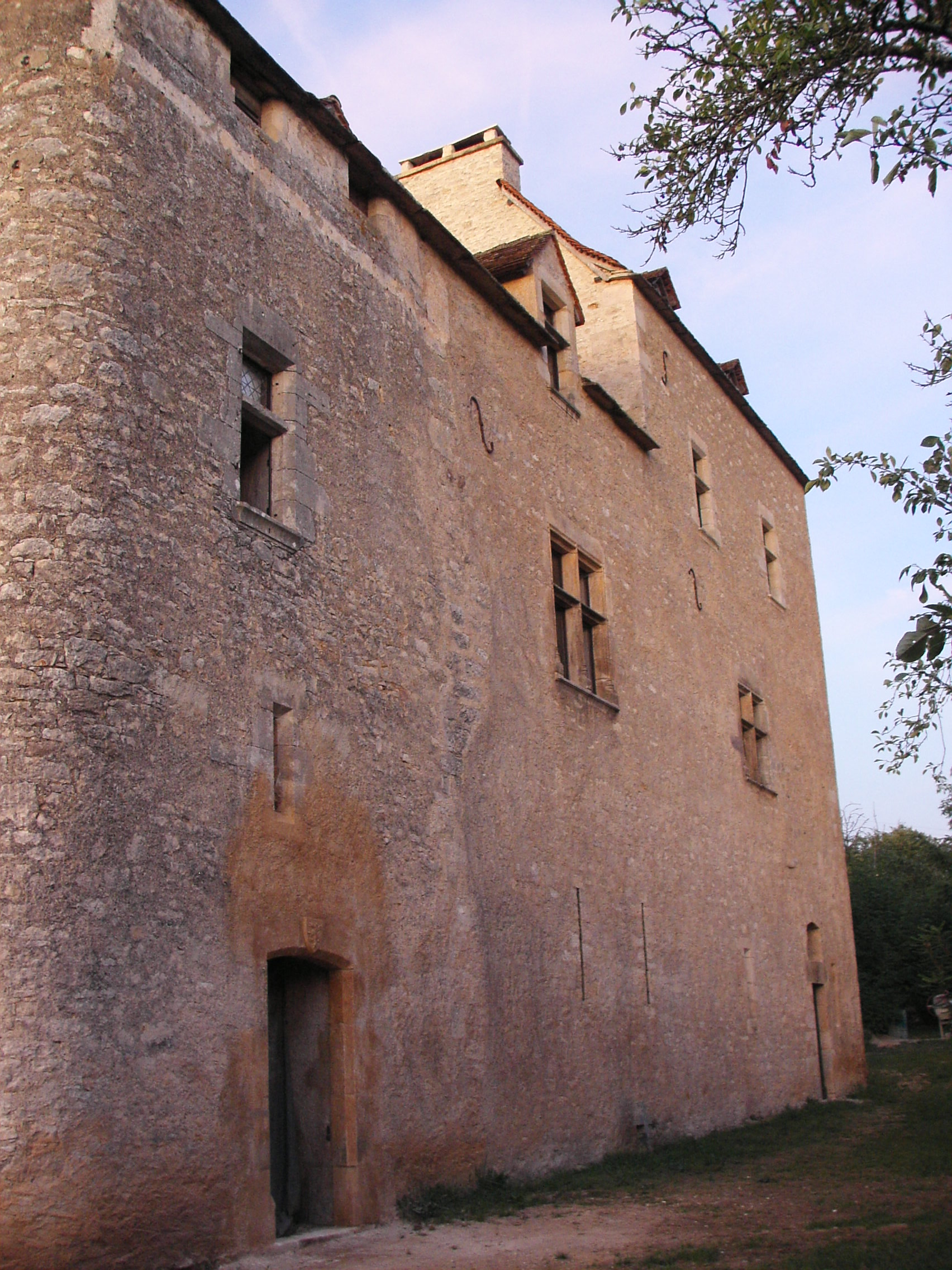
Façade Sud
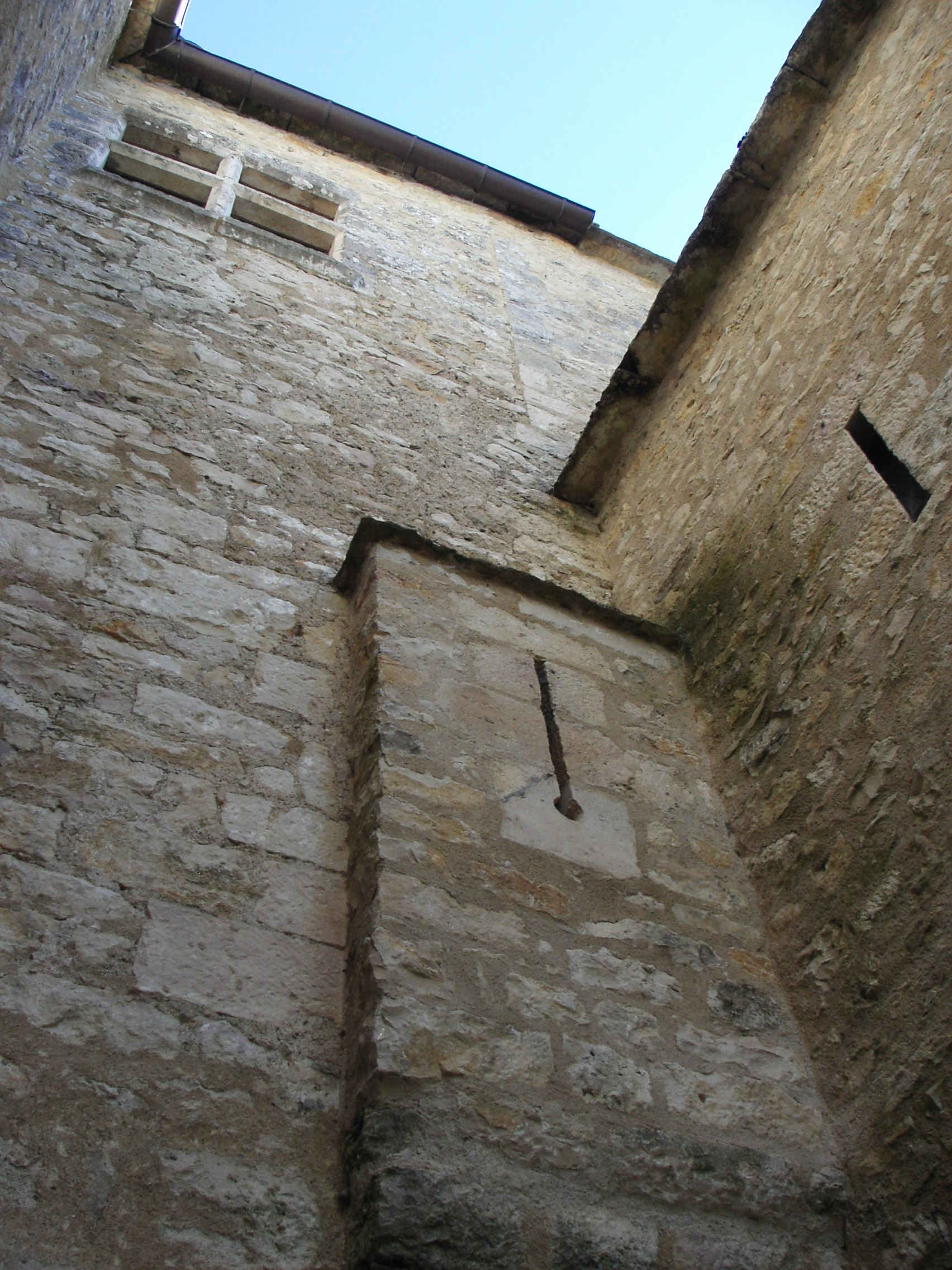
Élément de la façade Nord